# Issaniella mograbin
Issaniella mograbin is een mijtensoort uit de familie van de Hermanniellidae. De wetenschappelijke naam van de soort is voor het eerst geldig gepubliceerd in 1962 door Grandjean.